# Episodi de La famiglia della giungla (quinta stagione)
Questa voce riassume la quinta stagione della serie animata La famiglia della giungla, trasmessa dal 3 febbraio 2003 al 11 giugno 2004 dall'emittente televisiva statunitense Nickelodeon.

## Episodi
1. The Wild Snob-Berry  (2/3/2003)
2. Ice Follies  (2/4/2003)
3. Fool's Gold  (2/5/2003)
4. Clash and Learn  (2/6/2003)
5. Sir Nigel (1)  (3/30/2003)
6. Sir Nigel (2)  (3/30/2003)
7. Look Who's Squawking  (4/4/2003)
8. Eliza Unplugged (Series Finale) (6/11/2004)